# Arzens
Arzens  es una localidad y comuna francesa, situada administrativamente en el departamento del Aude y la región de Languedoc-Roussillon. 
A sus habitantes se les denomina por el gentilicio en francés  Arzenais.

## Demografía
| 989 | 966 | 833 | 933 | 971 | 1003 |
| Para los censos de 1962 a 1999 la población legal corresponde a la población sin duplicidades (Fuente: INSEE [Consultar]) |     |     |     |     |      |

## Lugares de interés
- Iglesia románica.
- Castillo.
- El Monumento a los Muertos firmado por el escultor Eugène Benet y la fundición Durenne.

## Personalidades relacionadas con la comuna
- Jean-François de la Rocque de Roberval, señor de Arzens, jefe de la última expedición de Jacques Cartier al Quebec.
- Achille Laugé, pintor amigo de Arístides Maillol.